# 30411 Besse
30411 Besse è un asteroide della fascia principale. Scoperto nel 2000, presenta un'orbita caratterizzata da un semiasse maggiore pari a 2,362848 UA e da un'eccentricità di 0,190789, inclinata di 3,875579° rispetto all'eclittica. Ha un diametro di 6,217 km.